# Markvetenskap

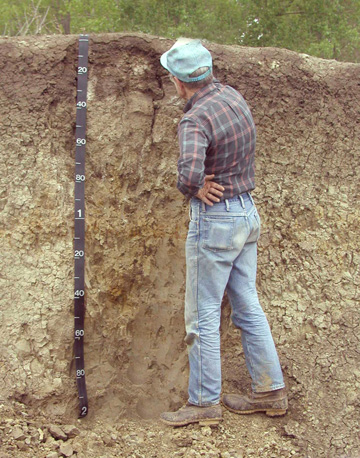
En man undersöker markens olika egenskaper.

Markvetenskap är en forskningsdisciplin där man studerar markens uppbyggnad och dess kemiska, fysikaliska och biologiska egenskaper. 
Markvetenskap är ett universitetämne vid Institutionen för mark och miljö på Sveriges lantbruksuniversitet i Ultuna. Institutionen för markvetenskap var en egen  institution fram till mars 2008 då den slogs samman med Institutionen för skoglig marklära och därigenom bildade Institutionen för mark och miljö.
- Markbiologi studerar markens organismer och hur näringsämnen omsätts genom biologiska processer.
- Markfysik behandlar markens fysikaliska egenskaper och processer.Man studerar till exempel markens lagring och transport av vatten och gaser.
- Markkemi är ett ämnesområde som studerar kemiska egenskaper, kemiska processer och grundämnernas förekomstformer i marken.[2]